# Aljubarrota
A Freguesia de Aljubarrota, com sede na vila de Aljubarrota, é uma freguesia portuguesa do Município de Alcobaça com 47,95 km² de área e 6243 habitantes (censo de 2021), tendo, por isso, uma densidade populacional de 130,2 hab./km².

## História
A vila conserva a traça de natureza histórico-medieval, com prédios que, não ultrapassando o primeiro andar, são caracterizados pelo uso de cantarias, colunas, janelas de geometria vária e cor branca nas paredes.
Foi nas suas proximidades que se travou uma das mais decisivas batalhas pela independência nacional — a Batalha de Aljubarrota, em 14 de agosto de 1385. Aljubarrota tem sido palco de uma feira medieval, realizada anualmente em agosto, comemorando a Batalha.
Foi vila e sede de concelho até ao início do século XIX. Recuperou o estatuto de vila em 2 de julho de 1993.
Foi em Aljubarrota que, no século XVIII, nasceu Eugénio dos Santos, o arquitecto português responsável pela reconstrução da Baixa Pombalina de Lisboa após o terramoto de 1755.
A freguesia foi constituída em 2013, no âmbito de uma reforma administrativa nacional, pela agregação das antigas freguesias de Prazeres de Aljubarrota e São Vicente de Aljubarrota.

## Demografia
A população registada nos censos foi:
| Distribuição da População por Grupos Etários | Distribuição da População por Grupos Etários | Distribuição da População por Grupos Etários | Distribuição da População por Grupos Etários | Distribuição da População por Grupos Etários |
| -------------------------------------------- | -------------------------------------------- | -------------------------------------------- | -------------------------------------------- | -------------------------------------------- |
| Ano                                          | 0-14 Anos                                    | 15-24 Anos                                   | 25-64 Anos                                   | > 65 Anos                                    |
| 2001                                         | 988                                          | 815                                          | 3209                                         | 966                                          |
| 2011                                         | 1067                                         | 700                                          | 3623                                         | 1249                                         |
| 2021                                         | 722                                          | 708                                          | 3274                                         | 1539                                         |

À data da junção das freguesias, a população registada no censo anterior (2011) foi:
| Freguesia atual | Freguesia atual  | Freguesia atual | Freguesias antigas         | Freguesias antigas | Freguesias antigas |
| Freguesia       | População (2011) | Área (km²)      | Freguesia                  | População (km²)    | Área (km²)         |
| --------------- | ---------------- | --------------- | -------------------------- | ------------------ | ------------------ |
| Aljubarrota     | 6639             | 47,95           | Prazeres de Aljubarrota    | 4235               | 27,04              |
| Aljubarrota     | 6639             | 47,95           | São Vicente de Aljubarrota | 2404               | 20,91              |

## Património
- Igreja Paroquial de São Vicente de Aljubarrota
- Igreja Paroquial de Nossa Senhora dos Prazeres
- Igreja da Misericórdia
- Rua Direita
- Janela Manuelina
- Poço Medieval
- Dois pelourinhos

## Locais de Interesse Turístico
- Capela de São Pedro
- Capela de Santo Amaro
- Capela de S. Romão
- Capela da Boavista
- Ermida de Santa Teresa
- Ermida de Nossa Senhora da Graça
- Ermida de Nossa Senhora das Areias
- Capela Nossa Senhora do Carmo
- Capela Nossa Senhora da Piedade
- Ponte Romana do Carvalhal